# El manantial del milagro
El manantial del milagro es una telenovela mexicana, dirigida por Julio Castillo, producida por Ernesto Alonso para la cadena Televisa en 1974. Fue protagonizada por Julissa y Enrique Álvarez Félix.

## Argumento
La historia de esta telenovela gira en torno a un misterioso manantial, que se dice tiene poderes curativos.
Después de la muerte de su madre, la joven maestra Matilde ingresa a un convento para encontrar paz mental. Al sentirse mejor lo abandona y consigue un trabajo como maestra de una niña solitaria y extraña, Paola, que vive con su familia en un apartado pueblo. Pablo es el padre de Paola y quien lleva las riendas de los negocios familiares que los han convertido en una de las familias más acomodadas del lugar. Junto a él viven su padre enfermo, su madrastra Luz, su hermano gemelo Miguel, su hermana Elena, su cuñado Gonzalo y su sobrina Blanca.
Sin embargo, Pablo esconde muchos secretos detrás de su fachada de hombre recto. Años atrás su esposa enfermó de esquizofrenia y Pablo la internó en un hospital y les dijo a todos que había muerto. Los recuerdos vuelven a atormentarlo ya que está seguro de que su hija ha heredado la enfermedad de su madre.
Matilde le toma cariño a la niña y también a Pablo de quien empieza a enamorarse, pero le molesta la presencia de Miguel, el polo opuesto de su hermano: alocado y rebelde. Luz, quien además es enfermera, planea construir unas termas en el manantial ubicado en las tierras de la familia, que se dice tiene poderes curativos. Matilde comienza a ayudar en el proyecto, sin embargo, Pablo es asesinado debido a sus negocios turbios con la mafia y ella empieza a sentirse cada vez más atraída por Miguel, pero creyendo que es Pablo.

## Elenco
- Julissa - Matilde
- Enrique Álvarez Félix - Pablo / Miguel
- Ofelia Guilmáin - Luz
- Lorena Velázquez - Elena
- Agustín Sauret - Gonzalo
- Ana Lorena Graham - Paola
- Tony Carbajal - Agustín
- Ana Martín - Blanca
- Juan Ferrara - Carlos
- Rita Macedo - Estela
- Alicia Montoya - Sofía
- Mercedes Pascual - Yolanda
- Carlos Riquelme - Pepe
- Lucy Tovar - Angélica
- Malena Doria - Marta
- Felipe Ramos - Jorge
- Manuel Rivera  - Rodolfo Bustamante
- José Baviera - Padre Anselmo
- Rubén Rojo - Ramón
- Fabiola Falcón - Regina
- Carlos Rotzinger - El Coreano
- Giorgio Fleri - Giuliano Montefiore
- Tomás I. Jaime - Catarino
- Olga Morris - Katy
- José Luis Moreno - Carrillo
- Antonio Medellín - Armando
- Silvia Mawath - Silvia
- Orville Martin - Dr. Martin